# Sicilienne (race de poules)
Pour les articles homonymes, voir Sicilienne.

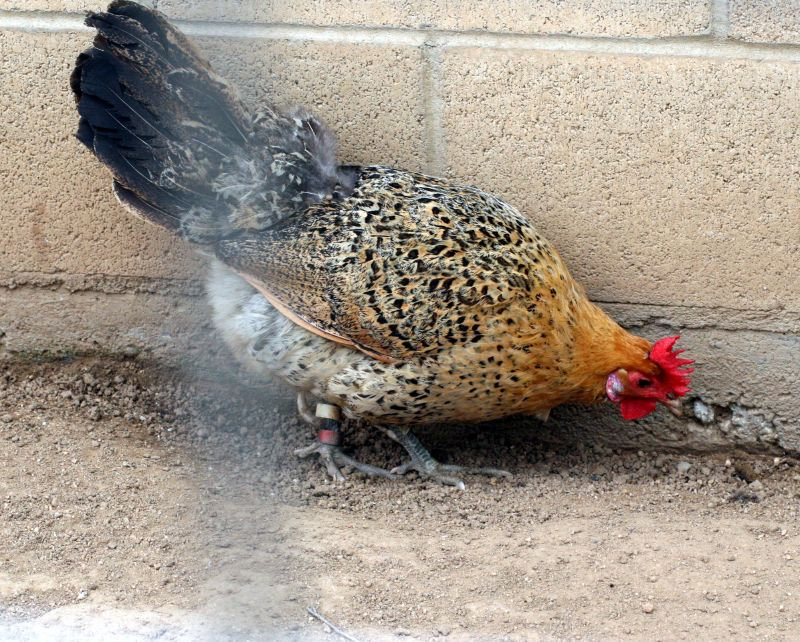
Poule sicilienne.

La sicilienne est une race de poule domestique originaire de Sicile.

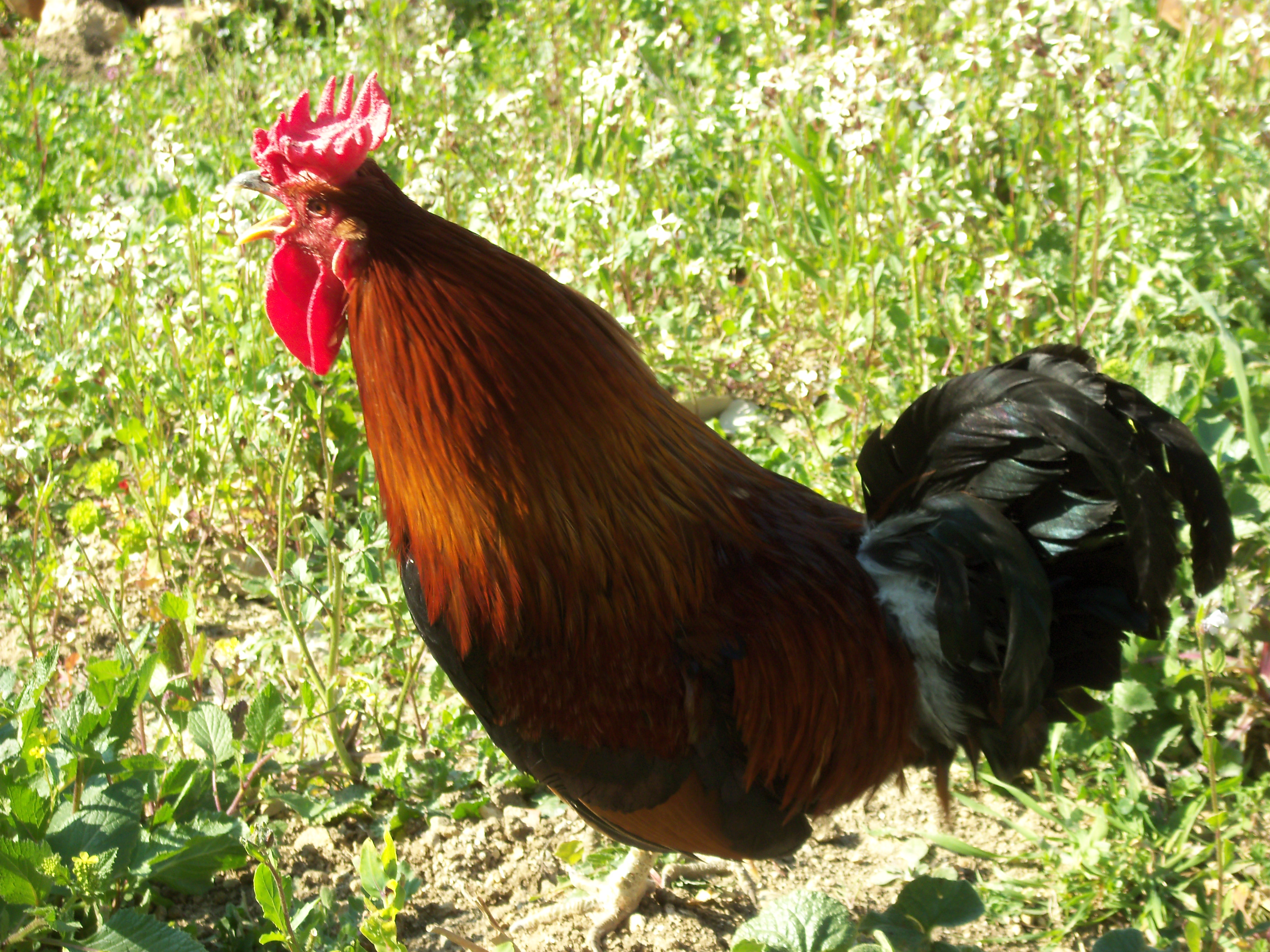
coq

## Description
C'est une volaille de type méditerranéen, très précoce et bonne pondeuse.
Sa crête originale en forme de gobelet et la couleur dorée de son plumage (pour la variété type) lui ont valu le surnom de « bouton d'or ». 

## Origine
Importée aux États-Unis en 1835, elle est originaire d'Italie et plus précisément de Sicile. Des illustrations datant du XVIIe siècle prouvent l'existence de la race dès cette époque[réf. nécessaire].

## Standard
- Masse idéale : Coq : 2 à 2,4 kg ; Poule : 1,6 à 1, 8 kg
- Crête : en gobelet
- Oreillons : blancs
- Couleur des yeux : rouge-orangé
- Couleur de la peau : blanche
- Couleur des tarses : ardoise
- Variétés de plumage : bouton d’or, argenté-saumoné, blanc.
- Œufs à couver : min. 45g, coquille blanche à brunâtre
- Diamètre des bagues : coq : 18mm ; poule : 16mm

## Sources
- Le Standard officiel des volailles (Poules, oies, dindons, canards et pintades), édité par la Société centrale d'aviculture de France.